# Балка Ясинова
Балка Ясинова — балка (річка) в Україні на території Макіївської міської ради Донецької області. Права притока річки Кринки (басейн Азовського моря).

## Опис
Довжина балки приблизно 10,39 км, найкоротша відстань між витоком і гирлом — 7,38 км, коефіцієнт звивистості річки — 1,41. Формується декількома балками та загатами.
Населені пункти вздовж берегової смуги: Ханжонкове-Північне, Красна Зоря, Монахове, Алмазне.
У XX столітті на балці існували газголдер, шахта Ханжонківська-Північна та багато териконів. Біля витоку на лівому березі балки розташований Криничанський ліс.

## Розташування
Бере початок у Радянському районі міста Горлівки. Тече переважно на південний схід через селище Новий Світ і на північній околиці селища Нижня Кринка впадає в річку Кринку, праву притоку річку Міусу.